# 沓形港
沓形港（くつがたこう）は、北海道利尻郡利尻町にある港湾。港湾管理者は利尻町。港湾法上の「地方港湾」に指定されている。利尻島の西海岸に位置しており、流通や水産業の拠点となっている。定期旅客航路は季節運航の香深航路のみであるが、クルーズ客船の寄港地に選ばれることが多い。

## 港湾施設
みなとオアシスの登録エリアにはフェリーターミナルのほか、利尻ふれあい温泉、沓形岬公園などがある。

## 航路
フェリー
- ハートランドフェリー
  - 沓形—香深（季節運航）

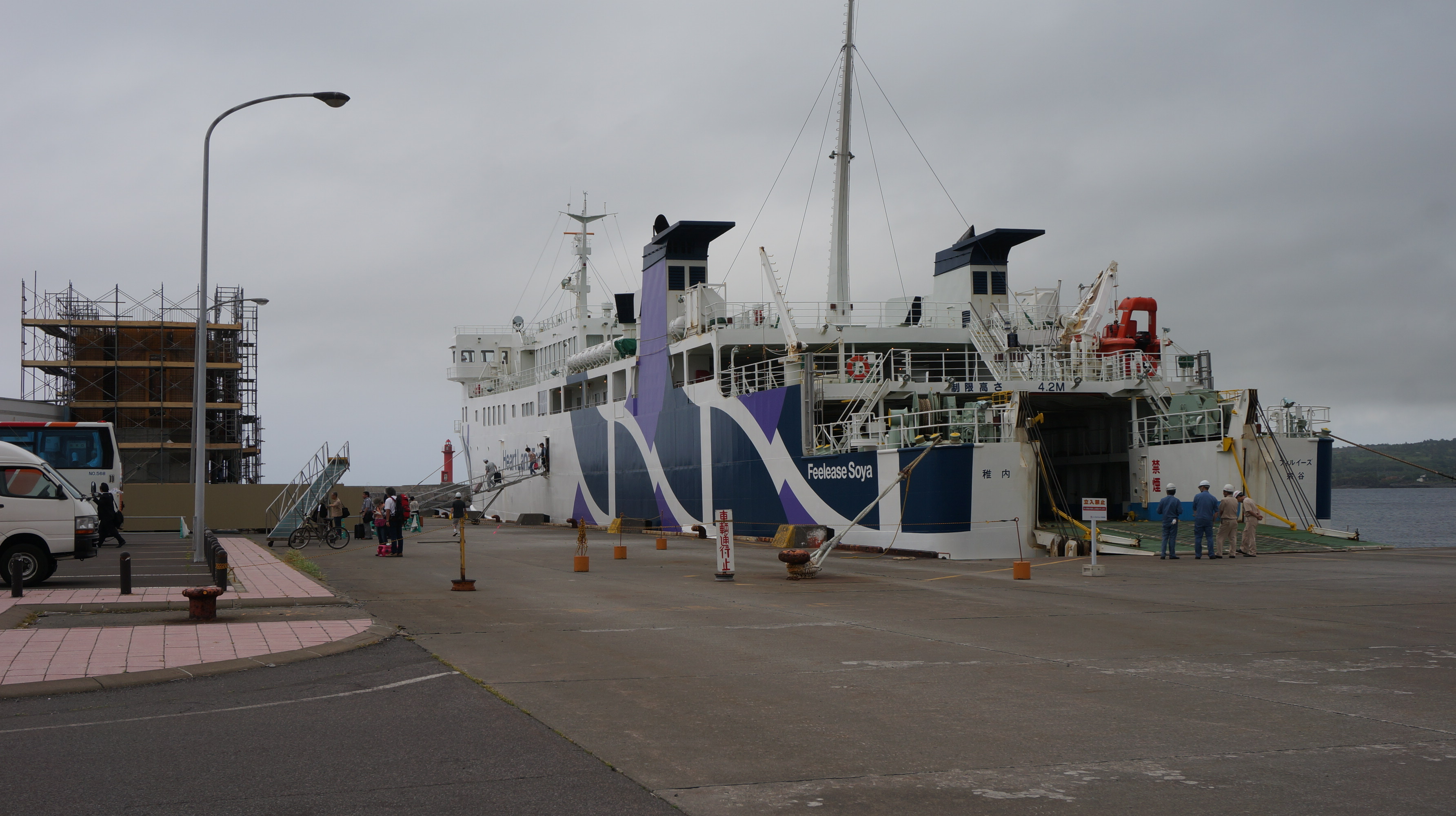
沓形港に接岸している「フィルイーズ宗谷」（2014年7月）
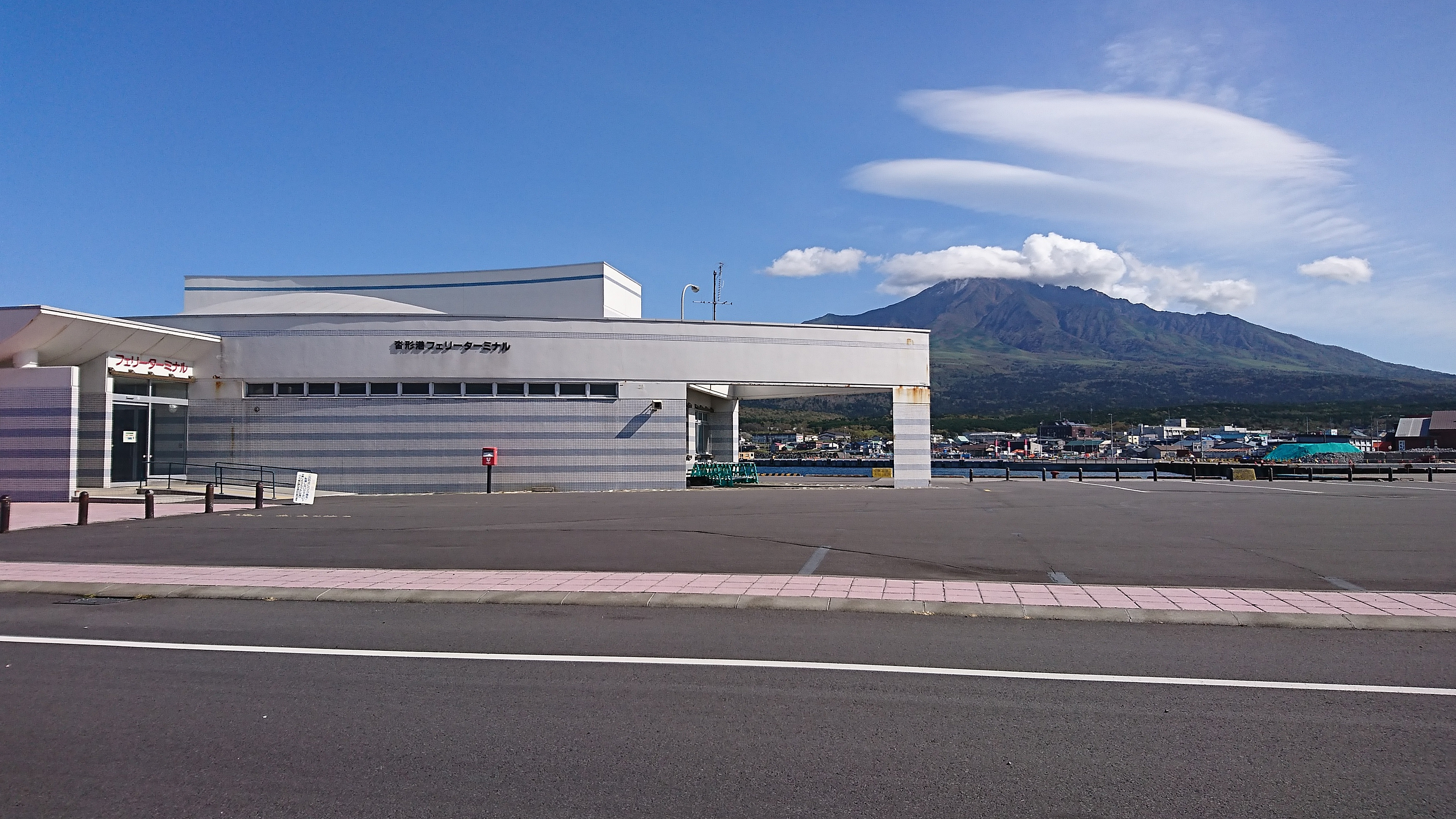
沓形港フェリーターミナル

## 沿革
- 1921年（大正10年）：漁港修築事業として着工。
- 1950年（昭和25年）：「地方港湾」指定。
- 1953年（昭和28年）：沓形町が港湾管理者となる。
- 1956年（昭和31年）：沓形町と仙法志村が合併して利尻町となり、港湾管理者となる。
- 1970年（昭和45年）：稚内利礼航路にフェリー就航。
- 1981年（昭和56年）：小樽利礼航路にフェリー就航（1993年廃止）。
- 2000年（平成12年）：浮桟橋供用開始[2]。親水展望施設（護岸防波）完成。
- 2006年（平成18年）：耐震強化岸壁（-7.5 m）暫定供用開始（2011年全面供用開始）[3]。
- 2015年（平成27年）：フェリーターミナルのバリアフリー化完了し、ボーディング・ブリッジ供用開始。
- 2017年（平成29年）：沓形港とその周辺がみなとオアシス「みなとオアシスりしりとう・くつがた」登録[4]。